# Patu marplesi
Espèce
Patu marplesi est une espèce d'araignées aranéomorphes de la famille des Symphytognathidae.

## Distribution
Cette espèce est endémique d'Upolu aux Samoa,.

## Description
Le mâle holotype mesure 0,43 mm.

## Étymologie
Cette espèce est nommée en l'honneur de Brian John Marples.

## Publication originale
- Forster, 1959 : The spiders of the family Symphytognathidae. Transactions and Proceedings of the Royal Society of New Zealand, vol. 86, p. 269-329 (texte intégral).